# Georg Franzius

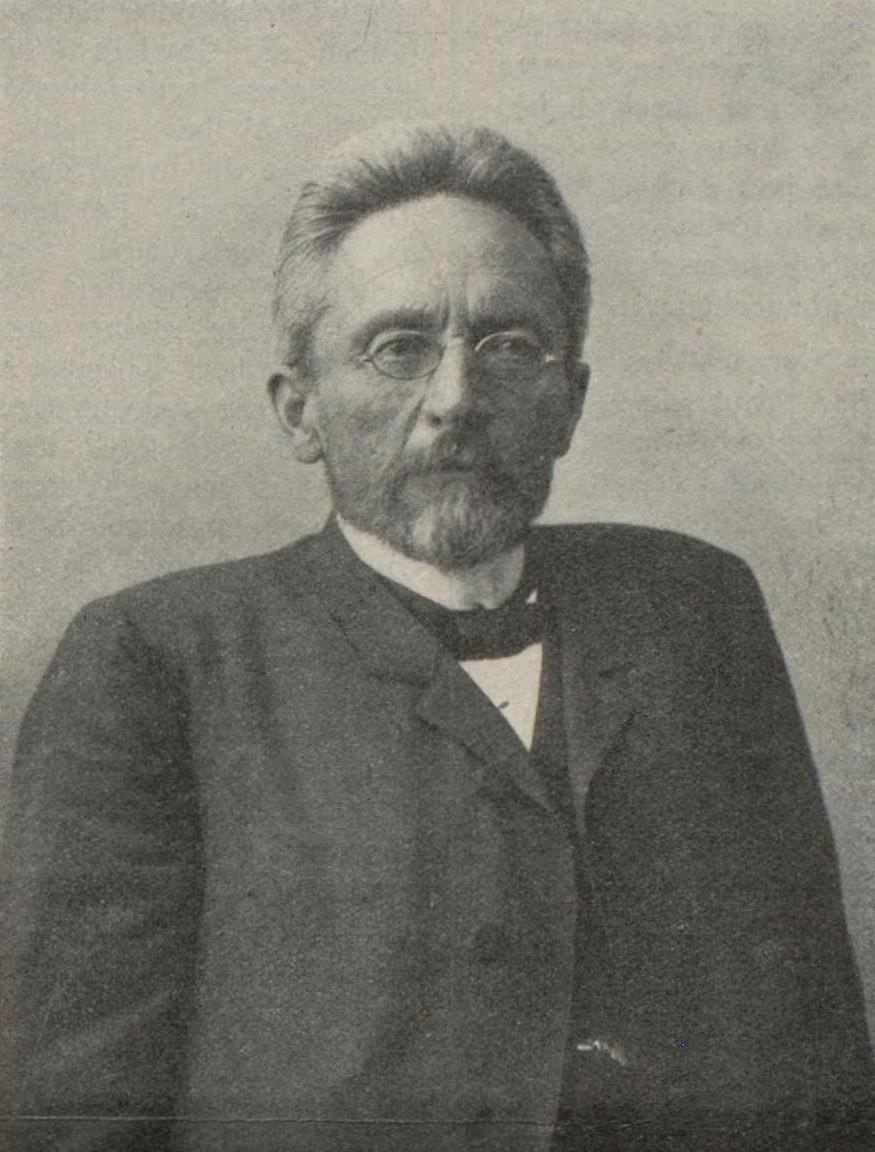
Georg Franzius

Georg Franzius (* 5. Juni 1842 in Aurich; † 5. Dezember 1914 in Kiel; vollständiger Name: Georg Albrecht Nicolas Ludwig Friedrich Franzius) war ein deutscher Wasserbauingenieur, Marine-Beamter und Hochschullehrer.

## Herkunft
Sein Großvater war der Wasserbaudirektor und Domänenrat Johann Nikolaus (Jan Niclas) Franzius (1761–1825) aus Aurich. Seine Eltern waren Carl Egbert Franzius (1798–1884) – Oberamtmann in Wittmund, später in Fürchtenau – und dessen Ehefrau Charlotte Friederica Franzius geb. Bütemeister, eine Tochter des Oberamtmanns von Diepholz Hans Ernst Bütemeister.

## Leben
Georg Franzius wuchs mit sieben Geschwistern auf. In seiner Berufsentscheidung für den Wasserbaufach wurde Georg Franzius wohl von seinem älteren Bruder Ludwig Franzius beeinflusst, der sich später um den Ausbau Bremens zum Welthafen verdient machte. Georg Franzius studierte ab 1859 Wasserbau an der Polytechnischen Schule Hannover und an der Eidgenössischen Polytechnikum Zürich. Nachdem er das Studium 1865 in Zürich mit Diplom abgeschlossen hatte, arbeitete er in Celle und Osnabrück als Wasserbauführer (Referendar) in der staatlichen Bauverwaltung des Königreichs Hannover, das 1866 vom Königreich Preußen annektiert wurde.

### Kiel
Am 1. April 1871 wechselte er (als nunmehr preußischer) Regierungsbaumeister (Assessor) nach Kiel, das 1865 Sitz der Marinestation der Ostsee und 1871 Reichskriegshafen geworden war. Die Königliche Werft auf dem Ostufer wurde 1871 die Kaiserliche Werft, aus der später die Howaldtswerke-Deutsche Werft hervorging. Am 5. Oktober 1871 heiratete Franzius die aus Westpreußen stammende Therese Ottilie Streckfuß.
Als Baggerarbeiten bei Ellerbek 1876 Funde ältester Siedlungen zutage brachten, sorgte Franzius für ihre Sicherung und Dokumentation.
Als 1881 das Projekt des späteren Nord-Ostsee-Kanals als Ersatz für den Schleswig-Holsteinischen Kanal wieder aufgegriffen wurde, sollten die Brüder Franzius klären, ob der Kanal besser in die Kieler Förde oder in die Eckernförder Bucht münden sollte. Trotz erheblicher Mehrkosten wurde 1887 die Kieler Lösung beschlossen. Der Kaiser-Wilhelm-Kanal wurde am 21. Juni 1895 eröffnet.
Seit Dezember 1877 Oberingenieur und seit dem 31. Mai 1878 Ressortdirektor der Kaiserlichen Werft, wurde Franzius 1890 zum Oberbaurat und 1893 zum Geheimen Marine-Baurat ernannt. 1910 entwarf er die Stahlkonstruktion der werfteigenen Schwebefähre (abgerissen 1923), die ein Wahrzeichen der Stadt Kiel wurde. An der 1888 fertiggestellten Marineakademie Kiel lehrte er Wasserbau.
Franzius war Mitarbeiter am Handbuch der Ingenieurwissenschaften und Mitglied der Preußischen Akademie des Bauwesens. 1905 ließ er durch einen Wünschelrutengänger das Gelände der Kaiserlichen Werft nach Wasseradern absuchen, die für die notwendige Anlage zusätzlicher Brunnen genutzt werden sollten. Trotz seiner grundsätzlichen Skepsis gegenüber diesem Verfahren berichtete er ein Vierteljahr später in der Fachpresse über die dabei erzielten, ihn selbst verblüffenden Erfolge. Von der heftigen Kritik an seinem Bericht unbeirrt, wirkte er im Verband zur Klärung der Wünschelrutenfrage mit der Intention, das Wünschelruten-Phänomen naturwissenschaftlich zu ergründen.

### Donau, Leer und China
Als sein Bruder ein Gutachten zur Regulierung der Unteren Donau erstellen sollte, reiste Georg mit ihm nach Rumänien und Serbien und durch Bulgarien nach Konstantinopel und zurück über Saloniki. 1895 bat ihn die Stadt Leer (Ostfriesland) um ein Gutachten zum Ausbau ihrer Hafenanlagen. Für die schwierige und langwierige Planung in Leer, das in der Stadt Emden eine eifersüchtige Konkurrentin hatte, war Franzius besonders hilfreich.
1897 sandte man Georg Franzius mit seinem Kollegen und Neffen Franz Franzius nach Ostasien, um an Chinas Küste einen geeigneten Marinestützpunkt auszuwählen. Sie bereisten die Küste bis nach Tientsin und Hanku im Nordosten des Landes. Die wichtigste Aufgabe für Franzius war die Erkundung der Kiautschou-Bucht als Stützpunkt des Deutschen Reichs in Ostasien. Seine überzeugende Berichterstattung zu allen wichtigen Voraussetzungen eines Marinestützpunkts brachte ein klares Votum für Kiautschou. Am Aufbau der Kolonialstadt Tsingtau hatte Franzius keinen Anteil mehr.

### Wohlfahrt
Bei den Kieler Werftarbeitern von jeher für seine Fürsorge beliebt, widmete sich Franzius mehr und mehr der Wohlfahrt. Das überaus starke Anwachsen der Kieler Bevölkerung verlangte einen sorgsamen Wohnungsbau in der Nähe der Arbeitsstätten, wenn gesundes Wohnen ermöglicht und das Sozialgefüge erhalten werden sollten. Franzius gehörte dem Wohlfahrtsverein der Kaiserlichen Werft an, der im nahen Gaarden seit 1881 einen Werftpark anlegte. Der Park gehört heute zu Ellerbek. 1898/1899 entstand ein großzügiges Erholungshaus mit Festsaal, Bibliothek und Lesesaal. Seit 1892 saß Franzius im Aufsichtsrat des 1889 gegründeten Ellerbeker Arbeiterbauvereins, seit 1899 war er dessen Vorsitzender. 1903/1904 fiel das idyllische Fischerdorf Alt-Ellerbek der Werft zum Opfer, die Einwohner wurden umgesiedelt. Auf Veranlassung von Franzius erwarb die Werft eines der schönsten Fischerhäuser mit Geldern aus dem Wohlfahrtsverein, ließ es abtragen und in den Werftpark unweit des Erholungshauses translozieren.

### Ruhestand
Am 27. Mai 1907 wurde Franzius in den Ruhestand versetzt. Nach 36 Jahren auf dem Ostufer der Förde zog er in das gegenüberliegende Villenviertel Düsternbrook. Vier Monate nach Beginn des Ersten Weltkriegs mit 72 Jahren gestorben, wurde Franzius auf dem Kieler Garnison-Friedhof beerdigt.

## Schriften
- mit Ludwig Franzius: Der Wasserbau. (= Handbuch der Ingenieurwissenschaften, Band 3). Engelmann, Leipzig 1879.
- Seekanäle, Strommündungen und Seehäfen. (= Fortschritte der Ingenieurwissenschaften, Gruppe 2 Fachwissen des Bauingenieurs, Band 2.) (ZDB-ID 2936448-6) Engelmann, Leipzig 1894. / als Nachdruck, (= Historische Schiffahrt, Band 134). Salzwasser-Verlag, Bremen 2010, ISBN 978-3-86195-253-4.
- Kiautschou. Deutschlands Erwerbung in Ostasien. Schall & Grund, Berlin 1898. (Digitalisat der 3. Auflage)
- Die Wünschelrute. In: Zentralblatt der Bauverwaltung, 25. Jahrgang 1905, Nr. 74 (vom 13. September 1905), S. 461 f.
- Meine Beobachtungen mit der Wünschelrute. Ernst & Sohn, Berlin 1907.
- Einige Vorsuche über die Einwirkungen elektrischer Leitungen auf den Rutengänger. Ein Protokoll. In: Schriften des Verbands zur Klärung der Wünschelrutenfrage, Heft 4 (1913), S. 3–14. (ZDB-ID 310061-3)

## Auszeichnungen
- preußischer Kronenorden II. Klasse (1896)
- preußischer Roter Adlerorden mit Schleife und Eichenlaub
- mecklenburgischer Greifenorden
- Herzoglich Sachsen-Ernestinischer Hausorden
- chinesischer Orden vom Doppelten Drachen
- Geheimer Admiralitätsrat (27. März 1899)
- Wirklicher Geheimer Admiralitätsrat (27. Mai 1907)
- Bereits 1903 wurde eine Straße im Kieler Stadtteil Ellerbek nach Franzius benannt.